# Il patto col fantasma
Il patto col fantasma (The Haunted Man and the Ghost's Bargain, A Fancy for Christmas-Time) è un romanzo breve di Charles Dickens pubblicato nel 1848.
È l'ultimo dei cinque racconti di Natale dell'autore, preceduto da La battaglia della vita (1846).
È stato pubblicato in italiano anche coi titoli Lo stregato e il patto col fantasma. Fantasia di Natale, Lo stregato, L'ossesso e il patto con il fantasma e L'invasato e il patto del fantasma. Una fantasia di Natale.

## Trama
Al chimico Redlaw il suo fantasma concede un dono: quello di dimenticare il proprio passato e farlo dimenticare a tutti gli altri che incontra nel proprio cammino. L'uomo comincia allora a farne uso e, mentre passeggia per le strade cupe di una Londra che si appresta a celebrare il Natale, incontra altri personaggi ai quali trasmette il proprio potere; fra essi vi è anche un ragazzo, un suo studente, di cui un'amica del chimico, Milly, gli aveva parlato, che vive solo immerso nella povertà e nella solitudine in un appartamento sopra quello della famiglia Tetterby. Redlaw scopre così durante le sue visite ai conoscenti che l'unica persona ad essere immune da questo suo dono è Milly, una donna troppo pura di cuore per poter dimenticare il proprio passato. Alla fine, il chimico chiede che il suo dono venga revocato non tanto per lui quanto per le persone in cui ha causato la perdita delle proprie emozioni ed una crescita dell'egoismo e l'equilibrio si ristabilirà presso la famiglia Tetterby, quella di un suo amico quasi novantenne e del ragazzo.